# Chelonorhogas
Chelonorhogas is een geslacht van insecten uit de orde vliesvleugeligen (Hymenoptera) en de familie schildwespen (Braconidae).

## Soorten
Deze lijst van 29 stuks is mogelijk niet compleet.
- C. aestuosus (Reinhard, 1863)
- C. apicalis (Brullé, 1832)
- C. arnoldii (Tobias, 1976)
- C. aterrimus (Ratzeburg, 1852)
- C. caucasicus (Tobias, 1976)
- C. cruentus (Nees, 1834)
- C. dissector (Nees, 1834)
- C. diversus (Szepligeti, 1903)
- C. eurinus (Telenga, 1941)
- C. fortipes (Reinhard, 1863)
- C. gasterator (Jurine, 1807)
- C. grassator (Thunberg, 1822)
- C. hirtus (Thomson, 1892)
- C. jaroslawensis (Kokujev, 1898)
- C. krulikowskii (Kokujev, 1898)
- C. miniatus (Herrich-Schäffer, 1838)
- C. morio (Reinhard, 1863)
- C. nobilis (Haliday, 1834)
- C. pallidicornis (Herrich-Schäffer, 1838)
- C. pallidistigmus (Telenga, 1941)
- C. periscelis (Reinhard, 1863)
- C. pulchripes Wesmael, 1838
- C. ruficeps (Telenga, 1941)
- C. ruficornis (Herrich-Schäffer, 1838)
- C. rufipes (Thomson, 1892)
- C. rugulosus (Nees, 1811)
- C. schirjajewi (Kokujev, 1898)
- C. sibiricus (Kokujev, 1903)
- C. unipunctator (Thunberg, 1822)